# Катастрофа Ан-24 под Мукачевом
Катастрофа Ан-24 под Мукачевом — авиационная катастрофа, произошедшая воскресным днём 6 января 1974 года в канун Рождества близ Мукачева. Авиалайнер Ан-24Б Киевского ОАО предприятия «Аэрофлот» завершал выполнять регулярный внутренний рейс Н-75 по маршруту Киев — Ивано-Франковск — Ужгород , но при заходе на посадку в Ужгородском аэропорту лайнер из-за сложных погодных условиях отправился на запасной аэродром в Мукачево. При заходе на посадку в Мукачево лайнер резко сорвался в пике, после чего рухнул на землю (при этом оборвав провода) недалеко от аэродрома Мукачево, полностью разрушившись. Погибли все 24 человека на борту самолёта — 18 пассажиров и 6 членов экипажа.

## Самолёт
Ан-24Б с бортовым номером CCCP-46357 (заводской — 07305807, серийный — 058-07) был выпущен Киевским авиационным заводом 23 января 1970 года. Авиалайнер передали Министерству гражданской авиации, которое ко 2 февраля направило его в Киевский объединённый авиаотряд (86-й лётный отряд) Украинского управления гражданской авиации. Общая наработка борта 46357 составляла 9280 лётных часов и 8083 цикла «взлёт—посадка».

## Экипаж
Состав экипажа рейса Н-75 был из 86-го лётного отряда, в состав которого входили 6 человек:
- Командир воздушного судна (КВС) — Комиссаров Павел Дмитриевич;
- Второй пилот — Евницкий Геннадий Васильевич;
- Штурман — Грисюк Александр Петрович;
- Бортмеханик — Боровков Виктор Павлович;

В салоне авиалайнера работала стюардесса Слепухина Зинаида Н.
Также в салоне находился сопровождающий милиционер Лазарец Олег Васильевич.

## Хронология событий

### Предшествующие обстоятельства
Самолёт должен был выполнять внутренний пассажирский рейс Н-75 из  Киева в Ужгород с промежуточной остановкой в Ивано-Франковске. Однако в тот день аэропорт Ужгород не мог принимать самолёты, так как поверхность его аэродрома находилась в неудовлетворительном техническом состоянии, поэтому самолёты садились в соседнем военном аэродроме Мукачево. Но и Мукачево оказался закрыт из-за плохих погодных условий, из-за чего рейсу Н-75 пришлось задержаться с вылетом в аэропорту Ивано-Франковск.

#### Вылет
После улучшения погоды, 6 января 1974 года, в 14:51 рейс Н-75 с 18 пассажирами и 6 членами экипажа вылетел из Ивано-Франковского аэропорта, а рейс выполнял Ан-24Б борт СССР-46357, летящий уже из Киева в Мукачево с промежуточной остановкой в Ивано-Франковске. Набра высоту, лайнер в 14:57 занял эшелон полёта 3000 метров. По маршруту, согласно имеющемуся прогнозу, ожидалось большое количество слоисто-кучевых облаков с нижней границей 100—150 метров и с верхней 500—1000 метров, видимость 1000—1500 метров, дымка, в облаках обледенение, в 15:04 диспетчер во Львове дал указание снизиться до эшелона 2400 метров в связи с воздушной обстановкой. В 15:09 с самолёта доложили пролёт промежуточного пункта маршрута Высокое на высоте 2400 метров, после чего экипаж переключился на связь с диспетчером аэродрома Мукачево и продолжил полёт со скоростью около 400 км/ч.

### Заход на посадку, катастрофа
В районе 15:14, за 4 минуты до пролёта пункта Среднее, экипаж с вертикальной скоростью 7,5 м/с начал спускаться до высоты 2100 метров, после чего снизил скорость до 300 км/ч. Далее экипаж продолжил снижение до высоты 400 метров, вероятно предварительно при этом выпустив шасси. В процессе снижения Ан-24 вошёл в облачность, из которой вышел спустя 6 минут. Небо над Мукачево в это время было затянуто слоисто-кучевыми облаками высотой 120 метров, температура воздуха −1°С, стоял штиль и в воздухе висела дымка, а видимость составляла 1100 метров.

#### Катастрофа
Диспетчер указал, что посадка будет осуществляться по магнитному курсу 22°, после чего, по его указанию, экипаж лёг на курс обратный посадочному, а в 11 километрах от ВПП начал выполнять третий разворот. Далее, направляясь к четвёртому развороту со скоростью 310 км/ч, пилоты выпустили закрылки в предпосадочное положение, после чего скорость за 50 секунд упала на 45 км/ч, поэтому при скорости 260 км/ч увеличили режим двигателей. Когда примерно в 15:24 самолёт выполнил четвёртый разворот и вышел на посадочный курс, режим работы двигателей был снижен, а закрылки выпущены полностью. Через 16 секунд скорость упала до 240 км/ч и экипаж вновь увеличил режим двигателей. Скорость сперва упала до 220 км/ч, а затем повысилась до 230 км/ч, поэтому режим двигателей снова был чуть снижен.
Самолёт был в 200 метрах над землёй, когда пилоты в попытке его выровнять сперва отклонили руль высоты вниз. Самолёт круто наклонился носом вниз, поэтому руль высоты был отклонён вверх, чтобы приподнять нос, но авиалайнер понёсся к земле входя в левый крен до 30°. Пилоты пытались выровнять машину, но в 15:25 падающий под с опущенным вниз носом под углом 70° перевёрнутый Ан-24 в 100 метрах за ДПРМ оборвал провода на деревянных столбах, после чего врезался в грунтовую дорогу на поле, полностью разрушился и сгорел. Все 24 человека на его борту погибли.

## Причины
После изучения данных полёта и обследовав обломки самолёта, техническая комиссия сделала вывод, что противообледенительная система не включалась.

Причина летного происшествия — потеря продольной управляемости на предпосадочной прямой вследствие возможного недостаточного запаса по углам атаки горизонтального оперения в посадочной конфигурации с закрылками, выпущенными на 38° при полете в условиях слабого обледенения.

Сопутствующие причины:
1. Отсутствие предупреждающей информации экипажу о выходе стабилизатора на углы, близкие к критическим.
2. Невключение или раннее выключение ПОС крыла и стабилизатора при наличии слабого обледенения (2-3 мм).
3. Отсутствие надежной бортовой информации о наличии обледенения самолёта.

— 
Также в окончательном отчёте представителями Министерства авиапромышленности была записана следующая формулировка:
Потеря продольной устойчивости (клевок) при отклонении штурвала от себя перед пролётом ДПРМ, которая может быть объяснена срывом потока с нижней поверхности стабилизатора при наличии льда на передней кромке стабилизатора при закрылках, выпущенных на 38° и повышенном режиме работы двигателей 50кг/см². Обледенение произошло вследствие невключения экипажем ПОС крыла и оперения, чему способствовало отсутствие сообщения экипажу диспетчерской службой аэропорта прогнозируемого обледенения.